# Генерал-потпуковник
Генерал-потпуковник је у Војсци Србије и армијама многих земаља трећи генералски чин ако је у употреби чин бригадног генерала. У армијама многих земаља уместо њега постоји чин еквивалентног нивоа — чин генерал-лајтнант.
Током Народноослободилачког рата у НОВ и ПОЈ од 1. маја 1943. године уведен је у употребу чин генерал-лајтнанта, а њега је 1952. у Југословенској народној армији заменио чин генерал-потпуковника и као такав постојао је и у Војсци Југославије и Војсци Србије и Црне Горе. Еквивалент у земљама франкофонског подручја је одговарајући чин корпусног генерала.
У ратној морнарици чин генерал-потпуковника одговара чину вицеадмирала.

## Изглед еполете
Изглед еполете генерал-потпуковника Војске Србије задржан је из периода ЈНА, ВЈ и ВСЦГ и благо модификован. У том периоду означавао је генералски чин генерал-пуковника. Еполета је оивичена украсном испреплетаном златном опшивком, док се у еполети налазе два златна свежња пшеничног класја на којима се налазе два златна укрштена војна мача који означавају КоВ и златни орао раширених крила који означава РВиПВО изнад њих су три златне розете. 
У ранијем периоду постојања ЈНА до 1992. године уместо три розете биле су три златне петокраке звезде које су симболизовале социјализам као и у већини армија социјалистичких држава. Након 1992. године у Војсци Југославије/Војсци Србије и Црне Горе задржан је постојећи изглед са три златне петокраке звезде зато што је СР Југославија/Србија и Црна Гора била држава-континуитета СФР Југославије. Формирањем Војске Србије од 2006. године три златне розете замењују постојеће три златне петокраке звезде.

## Галерија
- Еполета
генерал-потпуковника
КоВ ЈНА,
ВЈ и Војске СЦГ
- Еполета
генерал-потпуковника
РВ и ПВО ЈНА,
ВЈ и Војске СЦГ
- Еполета
генерал-потпуковника
КоВ Војске Србије
(2006)
- Еполета
генерал-потпуковника
РВ и ПВО Војске Србије
(2006)